# Brandschutzordnung

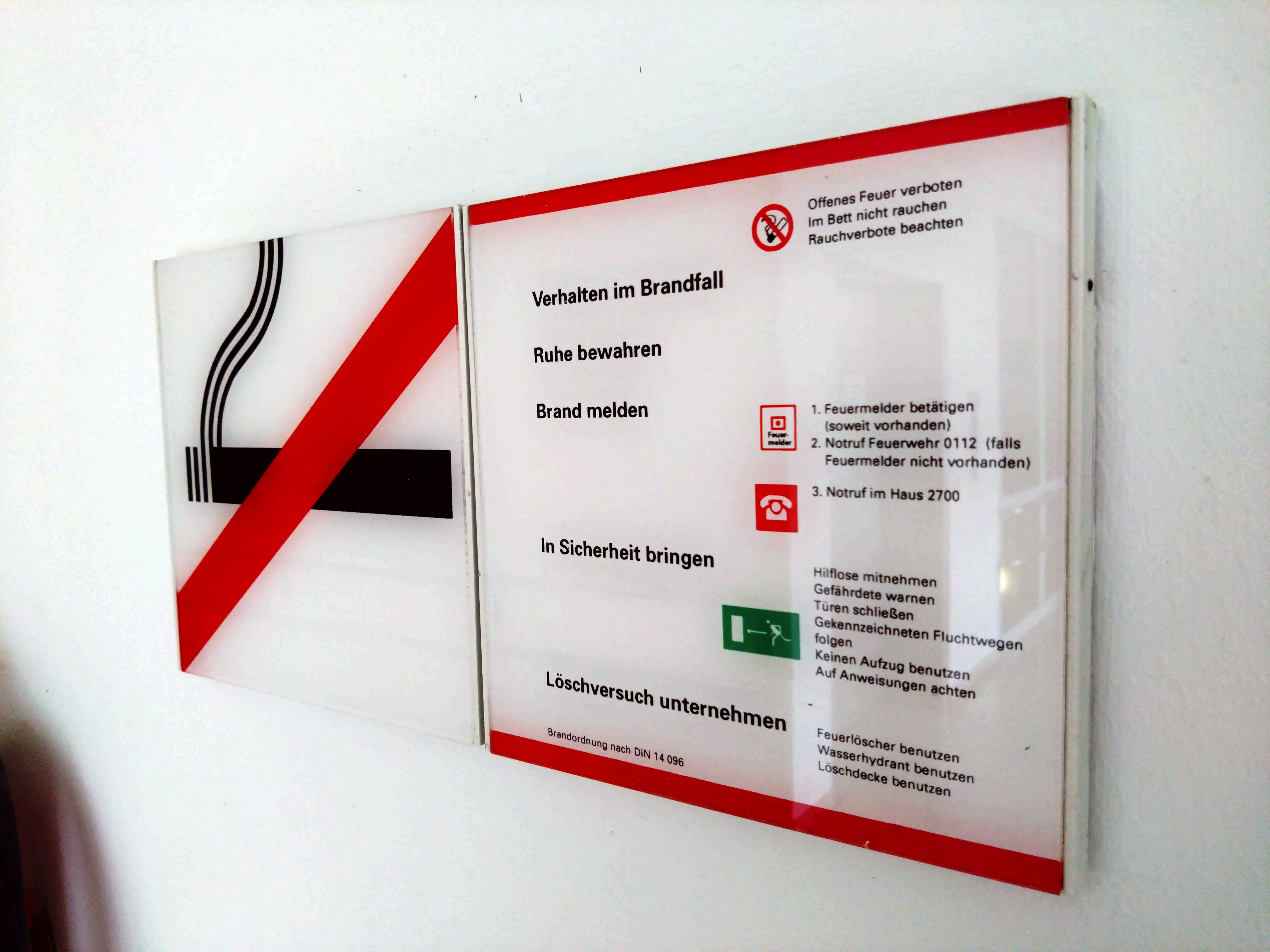
Brandschutzordnung Teil A mit Zeichen nach Richtlinie 92/58/EWG

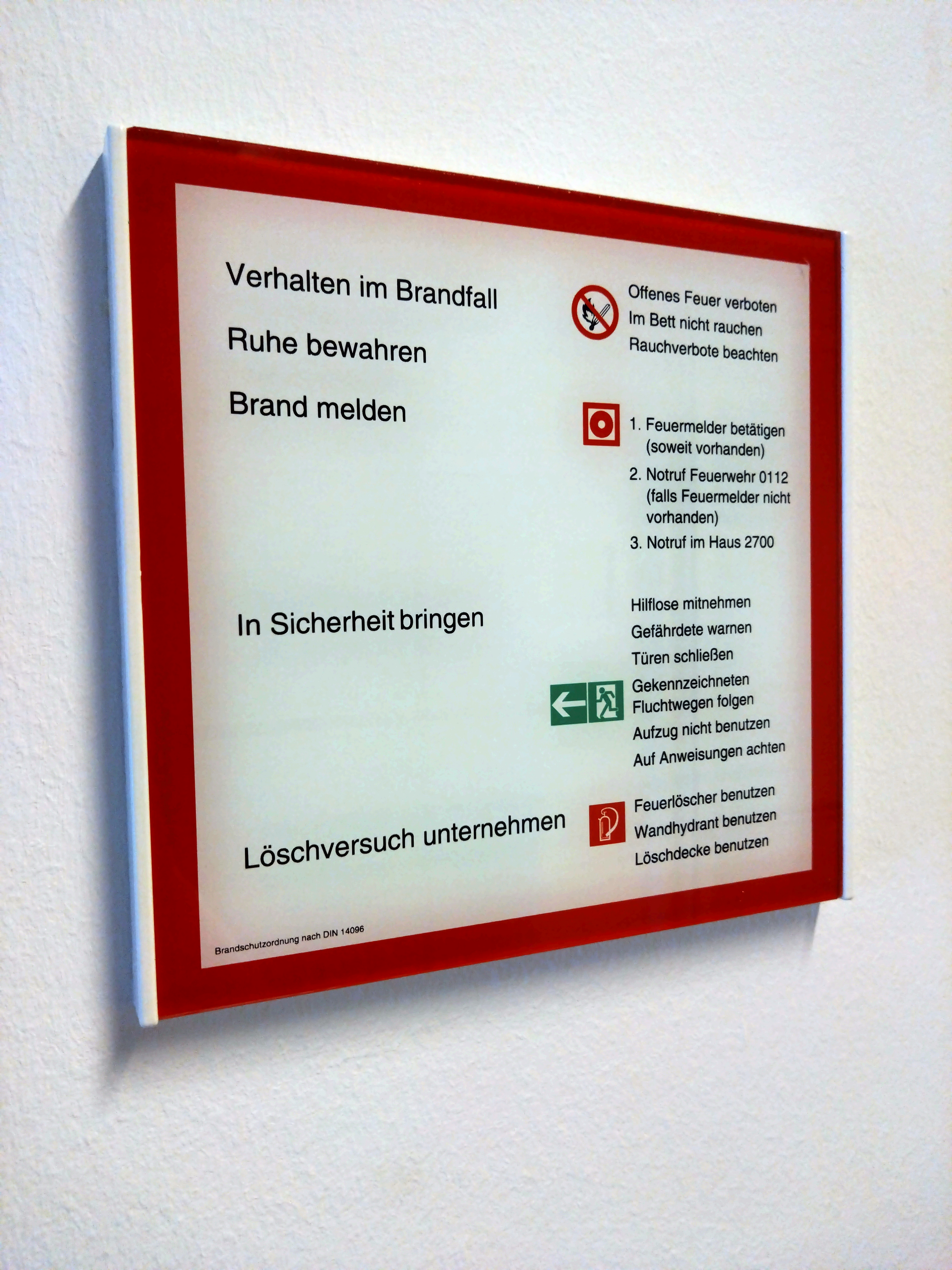
Brandschutzordnung Teil A mit Zeichen nach DIN 4844-2

Als Brandschutzordnung wird eine Regelung für das Verhalten der Personen innerhalb eines Gebäudes oder Betriebes im Brandfall sowie für die Maßnahmen, welche Brände verhüten sollen, bezeichnet. Eine solche Regelung hat den Stellenwert einer Hausordnung beziehungsweise einer allgemeinen Geschäftsbedingung.

## Deutschland
Die Erstellung einer Brandschutzordnung ist in Deutschland nicht für jedes Gebäude bundeseinheitlich vorgeschrieben. Auch in den arbeitsschutzrechtlichen Vorschriften wird eine Brandschutzordnung nicht grundsätzlich gefordert. Allerdings sind für Arbeitsstätten geeignete und ausreichende Informationen an die Angehörigen des Betriebes weiterzugeben, wozu die Brandschutzordnung eine Möglichkeit wäre. 
Einige Rechtsvorschriften der Bundesländer verlangen konkrete, im Einvernehmen mit der zuständigen Behörde abgefasste Brandschutzordnungen für Betriebe, welche üblicherweise öffentlich zugänglich sind. Diese Brandschutzordnungen richten sich also an die Betriebsangehörigen und an betriebsfremde Personen.
Beispiele für entsprechendes Landesrecht sind:
- in Baden-Württemberg: die § 42 Brandschutzordnung, Feuerwehrpläne in der Versammlungsstättenverordnung
- in Nordrhein-Westfalen: Verordnung über Bau und Betrieb von Sonderbauten (SBauVO), Kapitel 4 Betriebsvorschriften für Versammlungsstätten, § 42 Brandschutzordnung, Räumungskonzept, Feuerwehrpläne[1]

Weitere Rechtsgrundlagen sind zum Beispiel:
- für gewerbliche Betriebe, der § 3 Gefährdungsbeurteilung in der Verordnung über Arbeitsstätten (ArbStättV),
- der § 24 Allgemeine Pflichten des Unternehmers (Abs. 5) der DGUV Vorschrift 1 (bisher: BGV A1)[2] und DGUV Information 205-001 (bisher: BGI 560) verpflichtet den Unternehmer zum Aushängen von Informationen über Erste-Hilfe- und Rettungseinrichtungen,
- der § 4 Sicherheitstechnische Fachkunde der DGUV Vorschrift 2, Erstes Kapitel: Allgemeine Vorschriften,[3]
- der § 12 Freihalten der Rettungswege, Brandschutzordnung, verantwortliche Personen in der Muster-Beherbergungsstättenverordnung (MBeVO),[4]
- die Festlegung unter Kapitel 5.14 Sonstige Brandschutzmaßnahmen, Gefahrenverhütung  Abs. 4 in der Richtlinie über den baulichen Brandschutz im Industriebau (IndBauRL).[5]

Daneben können Unternehmer auf Grund behördlicher Auflagen und/oder zivilrechtlicher Vereinbarungen (Versicherungsverträge/Zertifizierungen) verpflichtet sein Brandschutzordnungen für das von ihnen genutzte Gebäude zu erstellen, wie zum Beispiel: VdS 2226, Kapitel 9.2 Brandschutzordnung und 11.3 Muster einer Brandschutzordnung (DIN 14096 Teil 2).
Wichtige Informationen zur Erstellung der Brandschutzordnung finden sich in der Regel im Brandschutzkonzept oder der Baugenehmigung von dem betroffenen Gebäude. In besonderen Fällen sind auch mehrsprachige Ausführungen der Brandschutzordnung zu erstellen. Diese müssen jedoch zusätzlich, separat zur deutschen Fassung aufgehängt werden.

### Gliederung nach DIN 14096
Die DIN 14096 definiert eine in Deutschland anerkannte Gliederung und Gestaltung einer Brandschutzordnung. Gemäß Punkt 5 im Kapitel 5 Allgemeines müssen Brandschutzordnungen stets auf aktuellem Stand gehalten werden und sind mindestens alle zwei Jahre von einer sachkundigen Person zu prüfen. In dieser Norm wird die Brandschutzordnung in drei Teile gegliedert:
Teil A (Kapitel 6, früher DIN 14096-1) richtet sich an alle Menschen, die sich in dem Gebäude des Betriebes aufhalten. Dieser Teil umfasst in der Regel nicht mehr als eine DIN-A4-Seite, ist an mehreren Stellen gut sichtbar ausgehängt und enthält die wichtigsten Verhaltensregeln im Brandfall.
Teil B (Kapitel 7, früher DIN 14096-2) richtet sich an alle Personen, die sich langfristig und/oder regelmäßig im Gebäude aufhalten. Er enthält wichtige Regeln zur Verhinderung von Brand- und Rauchausbreitung, zur Freihaltung der Flucht- und Rettungswege und weitere Regeln, die das Verhalten im Brandfall betreffen. Teil B wird allen Mitarbeitern in schriftlicher Form ausgehändigt.
Teil C (Kapitel 8, früher DIN 14096-3) richtet sich an die Mitarbeiter des Betriebes, die mit besonderen Brandschutzaufgaben betraut sind (Brandschutzhelfer, Evakuierungshelfer, Sicherheitsbeauftragter, Brandschutzwart, Brandschutzbeauftragter u. a.). In diesem Teil werden alle vorbeugenden und abwehrenden Maßnahmen für diesen Personenkreis mit besonderen Brandschutzaufgaben beschrieben. Der Ablauf einer Evakuierung (in der Praxis auch Evakuierungskonzept genannt) ist ebenfalls Bestandteil von Teil C und wird unter Punkt d) beschrieben.